# هنری لمنس
هنری لمنس (انگلیسی: Henri Lammens) (زاده: ۱ ژوئن ۱۸۶۲ در گنت بلژیک – درگذشته: ۲۳ آوریل ۱۹۳۷ در بیروت) خاورشناس بلژیکی بود که در سن ۱۵سالگی به طوایف یسوعیون در بیروت پیوست و بعد از آن در لبنان به زندگی ادامه داد. او هشت سال زبان عربی و لاتینی و یونانی را آموخت. اولین تألیف او یک فرهنگ لغت عربی در سال ۱۸۸۹ بود که توسط روزنامه بیروت البشیر صادر شد
پس از سفرهای متعدد او شرق‌شناس در دانشکده مطالعات شرقی دانشگاه سنت جوزف شد.

## فعالیت‌ها
او اقدام به مطالعات متعددی در مورد امویان و شبه جزیره عربستان پیش از اسلام کرد. وی مقالات بسیاری برای اولین نسخه دائرةالمعارف اسلام، و همچنین کمک به چندین نشریات تخصصی نوشته‌است.
همیاری وکمک او به مورخان اسلام، به ویژه در تحقیقاتش نسبت به بیوگرافی پیامبر و تاریخ امویان، بسیار مهم می‌باشد.
از این زاویه او از طرفداران سر سخت اسلام شناخته شده، تا جایی که او را به تقلب و جهل متهم کرده‌اند.

## حملات به او
اشتباه او این است که قضیه سقیفة بنی ساعده در واقع توطئه ای توسط ابوبکر و عمربن خطاب و ابوعبیده جراح بوده‌است، زمانیکه آن‌ها موافقت کردند که خلافت را به دست بگیرند و قدرت را به اشتراک بگذارند. او درکتابش به نام سوریه اصطلاح «سوریه بزرگ» را به عنوان یک منطقه اقلیمی پدرسالاری را جزء مرزهای اسقف انطاکیه ایجاد کرد. این بدعت و واژه توسط آنتون سعادا مورد سوء استفاده سیاسی قرار گرفت. او توسط بسیاری از شرقی‌ها و مسلمانان مورد انتقاد قرار گرفت. آن‌ها گفتند که او در ارائه و تحلیل واقعیت‌ها صادق نیست.

## تالیفات
- مفردات زبان بیروت ۱۸۸۹
- سوریه و اهمیت جغرافیایی آن ۱۹۰۴
- جمهوری تجارتی مکه حدود ۶۰۰ سال قبل از میلاد، اسکندریه ۱۹۱۰
- فاطمه و دختران محمد بیروت ۱۹۱۲
- تکامل تاریخی ملیت سوریه "، نقد فیلیپین، دسامبر ۱۹۱۹، بیروت
- تاریخچه جامع سوریه بیروت ۱۹۲۱
- شهر عرب طائف در آستانه هجری، بیروت ۱۹۲۲
- فلسطین بیروت ۱۹۲۲
- مکه در آستانه هجری، بیروت ۱۹۲۴
- اسلام: باورها و مؤسسات، بیروت ۱۹۲۶
- قبل از هجری، غربی‌های عربی، بیروت ۱۹۲۸
- مطالعات دربارهٔ قرن امویان، بیروت ۱۹۳۰[۶][۷]